# Henri Royer

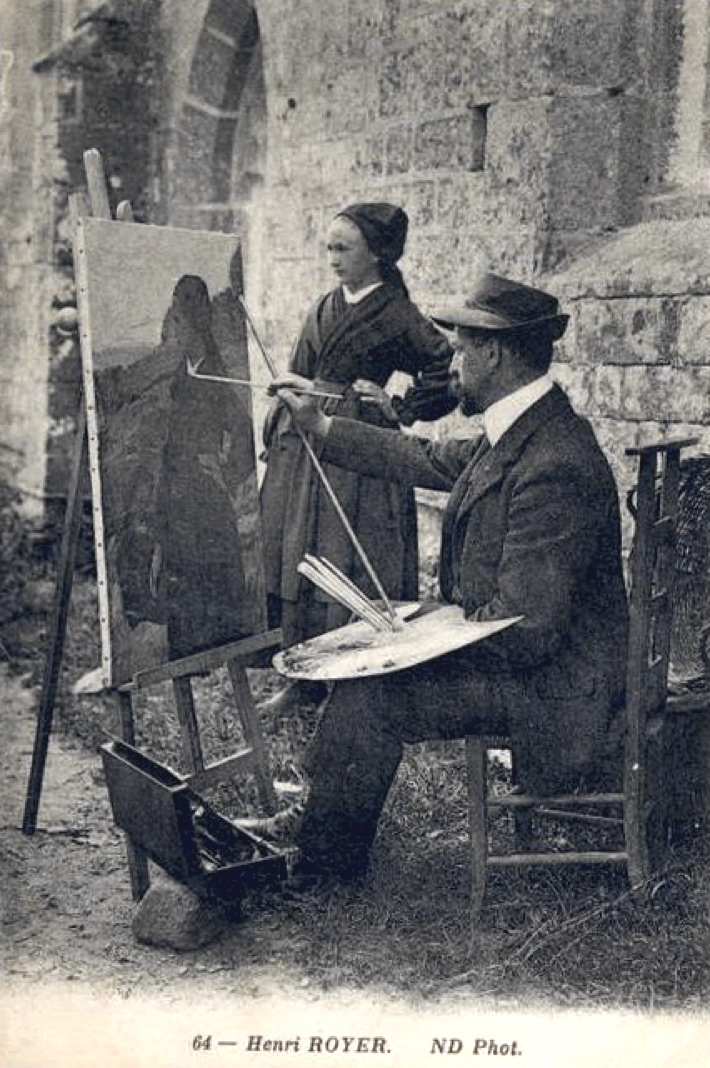
Henri Royer

Henri Paul Royer (* 22. Januar 1869 in Nancy; † 31. Oktober 1938 in Neuilly-sur-Seine) war ein französischer Maler, der vor allem für seine Genrebilder und Porträts bekannt ist.

## Leben
Henri Royer wurde als Sohn von Jules Royer (1845–1900), einem erfolgreichen Lithografen aus Nancy, geboren. In seiner Jugend besuchte er die École des Beaux-Arts in Nancy, wo er unter anderem von Louis-Théodore Devilly unterrichtet wurde. Später setzte er seine Ausbildung an der École des Beaux-Arts in Paris und ab 1888 an der Académie Julian fort, wo er Schüler von Jules Joseph Lefebvre und François Flameng war. Bereits während seines Studiums stellt Henri Royer regelmäßig im Pariser Salon aus und erhält mehrere Auszeichnungen, darunter 1891 eine Medaille dritter Klasse und 1894 eine Medaille zweiter Klasse. 1900 wird er zum Ritter der Ehrenlegion ernannt. 1896 reist Henri Royer mit seiner Frau in die Bretagne, insbesondere in die Gegend von Audierne, wo er sich intensiv mit den Menschen und ihrer Kultur auseinandersetzt. Im Ersten Weltkrieg diente er im 41. Infanterieregiment und wurde mit dem Kriegsverdienstkreuz und dem Militärverdienstkreuz ausgezeichnet. Im Jahr 1931 wurde er zum Offizier der Ehrenlegion ernannt.
Henri Royer war Lehrer an der Académie Julian und der Académie des Beaux–Arts de Paris. Zu seinen Schülern gehörten Gustave Alaux (1887–1965), Georgina de Albuquerque (1885–1962), Caroline Helena Armington (1875–1939), Frank Armington (1876–1941), Jeanne–Marie Barbey (1876–1961), Maurice Alexandre Berthon (1888–1914), Henri–Georges Bréard (1873–1950), Mildred C. Jones (1899–1991), Charles (Chas) Laborde (1886–1941), Jacques Majorelle (1886–1962), Émile Louis Picault (1833–1915), Jean Scherbeck (1898–1986).
Henri Royer verstarb am 31. Oktober 1938 in Neuilly-sur-Seine im Alter von 69 Jahren.

## Werk
Henri Royer spezialisierte sich auf Genrebilder und Porträts. In der Bretagne fand er zahlreiche Motive für seine Werke, wobei er besonderes Augenmerk auf die Darstellung der Menschen und ihrer traditionellen Trachten legte. Seine religiösen Überzeugungen spiegeln sich in Werken wie L’Ex-voto wider, das 1898 im Salon ausgezeichnet wurde und heute im Musée des Beaux-Arts in Quimper zu sehen ist. Als Porträtist malte Royer zahlreiche Persönlichkeiten aus Aristokratie, Politik, Diplomatie, Wissenschaft und Kunst.

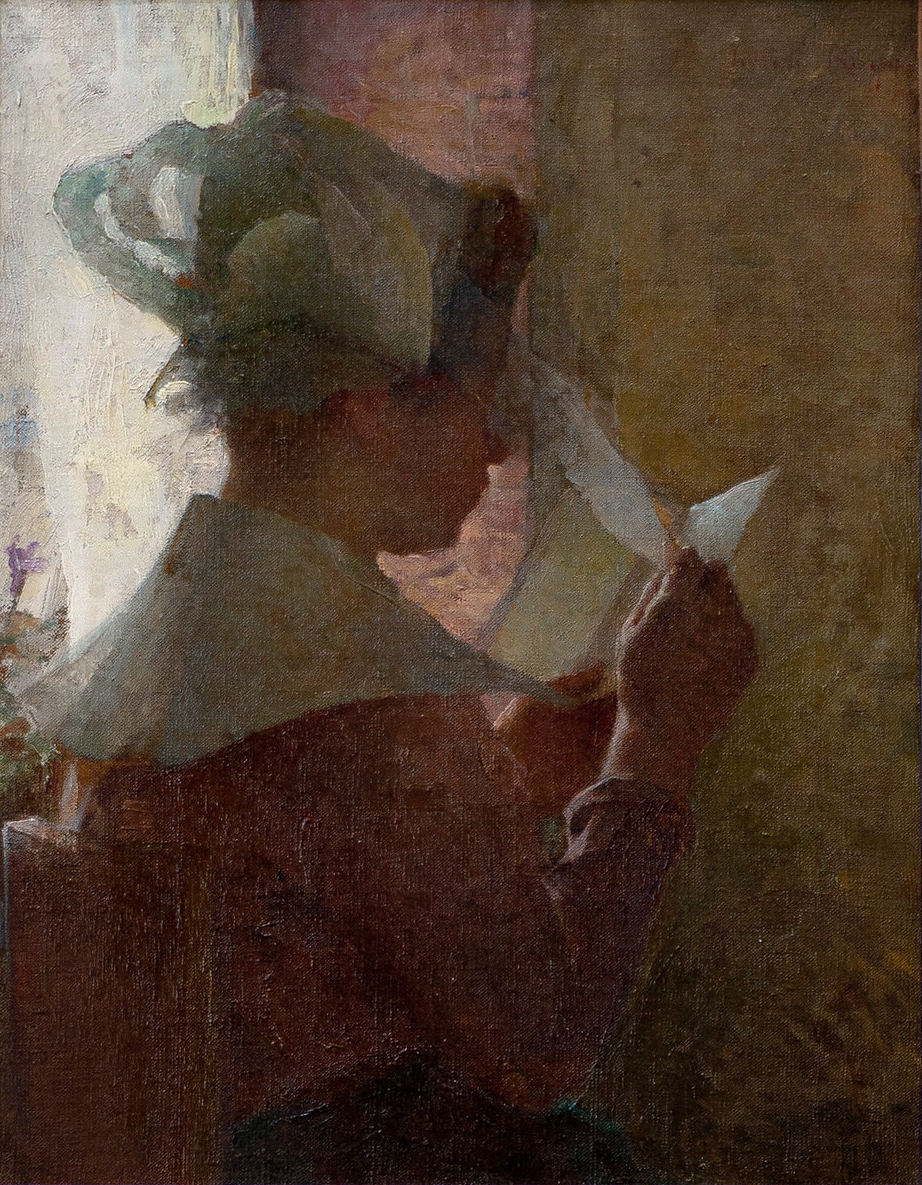
Henri Royer: Jeune Bretonne. Musée des Beaux-Arts de Brest
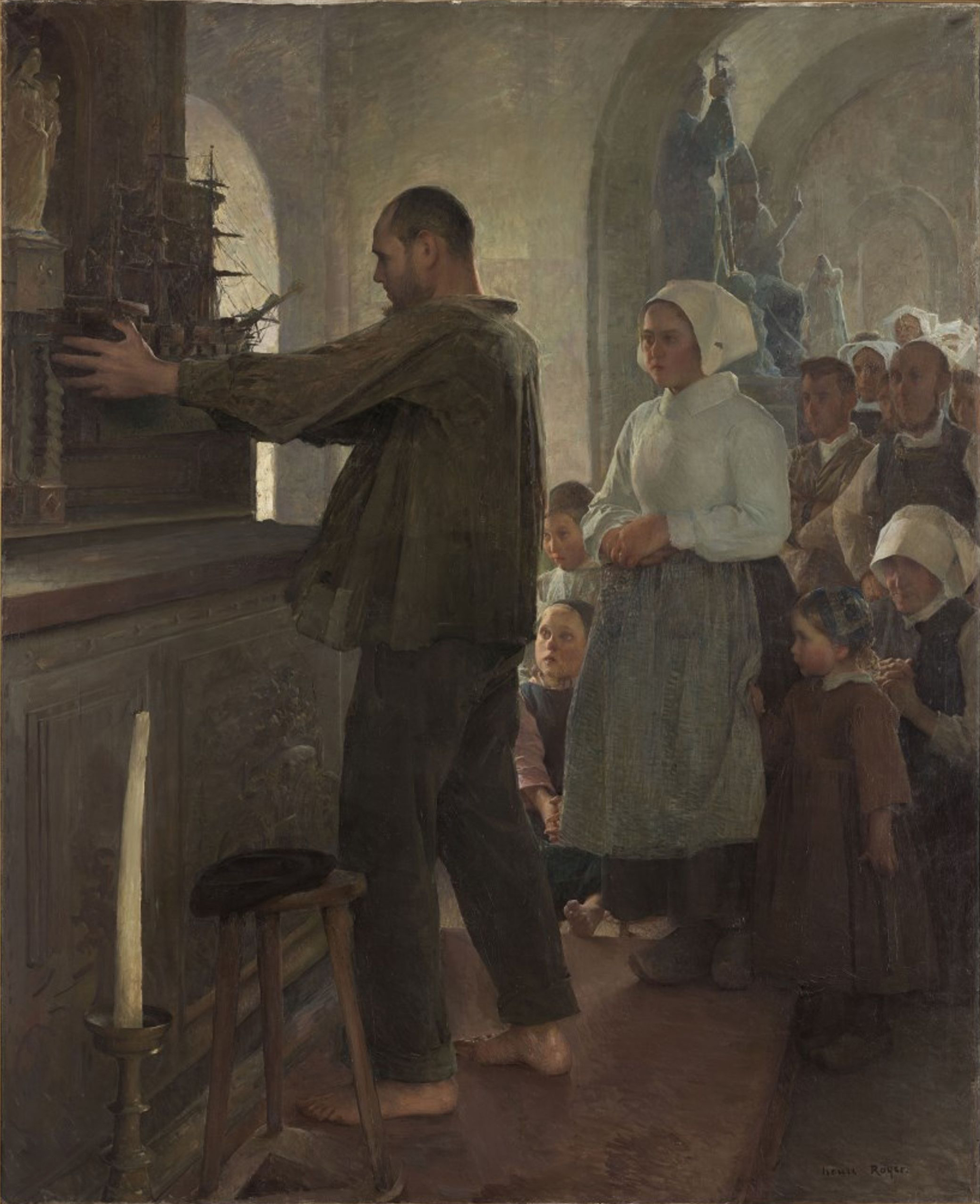
Henri Royer: L’Ex-voto, 1898. Musée des Beaux-Arts (Quimper)
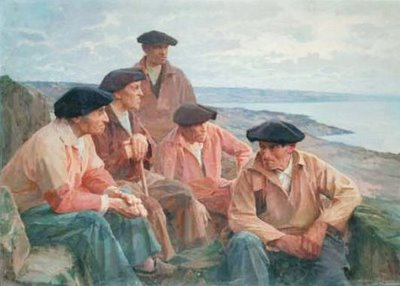
Henri Royer: Devant la grande mer Cote basque